# آیبوکه پوسات
آیبوکه پوسات (به ترکی استانبولی: Aybüke pusat) متولد ۲۵ فوریه ۱۹۹۵ در آنکارا، بازیگر، رقاص باله، مدل و رتبه سوم دختر شایسته سال ۲۰۱۴ ترکیه است.

## خانواده و تحصیلات آیبوکه پوسات
آیبوکه پوسات از پدری بنام نامیک و مادری به نام آسمان به دنیا آمده‌است. پدر و مادر آیبوکه هر دو کارمند هستند. او همچنین دو برادر دارد و خانواده مادری وی اصالتاً تاتار هستند. آیبوکه فارغ‌التحصیل رقص باله دانشگاه حاجی تپه آنکاراست و هم‌اکنون به صورت از راه دور مشغول تحصیل در رشته بیزینس دانشگاه آنادولو است.

## آغاز کار حرفه ای
او برای اولین بار با سریال جزر و مد به دنیای بازیگری قدم گذاشت. نقش‌های اصلی این سریال سرنای ساریکایا و چاعاتای اولوسوی بر عهده داشتند. او پس از این سریال در سریال‌های‌های متعددی به ایفای نقش پرداخت.
یکی از معروفترین کارهای او حضور در قول با نقش بهار است. از بازیگران دیگر این سریال می‌توان به تولگا ساریتاش، سرهات کلیچ و مهمت اوزگور اشاره کرد. او بخاطر بازی خوب خود در سریال قول سه بار نامزد دریافت جایزه بهترین بازیگر و یک بار برنده این جایزه شده‌است.
آیبوکه در سال ۲۰۱۸ و در مراسم IKU Kariyer Onursal odulleri جایزه بهترین بازیگر زن سال سریال‌های تلویزیونی را به بخاطر بازی در سریال قول دریافت کرد. آیبوکه در مصاحبه ای اعلام کرده‌است که شخصیت بهار را به شخصیت خود بسیار نزدیک می‌بیند.
این بازیگر زیبای ترک در سال ۲۰۱۸ به همراه بوران کوزوم نقش‌های اصلی سریال تپه شاهین را بر عهده گرفتند که این سریال آنچنانکه انتظار می‌رفت با استقبال مخاطبان روبرو نشد. او از سال ۲۰۱۹ با نقش اصلی سلین (لروکس) بازی در در سریال همه جا تو (لروکس) را در کنار فورکان آندیچ آغاز کرده‌است. او به همراه فورکان آندیچ جایزه بهترین زوج سال را به علت بازی در سریال لروکس در سال ۲۰۲۰ برنده شدند.

## علایق آیبوکه پوسات
سرگرمی‌های آیبوکه پوسات؛ رقص، بازیگری، مسافرت و آموزش پیانو و رقص به کودکان است. آیبوکه رقص باله را از ۳ سالگی آغاز کرده و پس از اینکه درس‌های پیانو و و باله را فراگرفت تصمیم گرفت تا رشته باله را ادامه دهد. او همچنین عاشق حیوانات است و چند حیوان خانگی در خانه اش دارد.

## رقص باله آیبوکه پوسات در مراسم اهدای پروانه طلایی
در دسامبر ۲۰۱۷ آیبوکه پوسات در آغاز مراسم Pantene Altin Kelebek Odulleri (مراسم اهدای پروانه طلایی) نمایشی زیبا از رقص باله خود را به نمایش گذاشت. در این مراسم عوامل سریال قول و بسیاری از سلبریتی‌های معروف ترک حضور داشتند.

## آیبوکه پوسات؛ دختر شایسته سال ۲۰۱۴ ترکیه
آیبوکه پوسات پس از بدست آوردن مقام سوم دختر شایسته سال ۲۰۱۴ ترکیه، قرار بود تا برای شرکت در مسابقه دختر شایسته جهان به مسابقه Alyz Henrich در فیلیپین سفر کند و با ۱۰۰ دختر شایسته جهان به رقابت بپردازد اما بدیل مشغله بازیگری نتوانست به این سفر برود.

## قد و وزن آیبوکه پوسات
قد آیبوکه ۱٫۷۴ سانتی‌متر و وزن او ۵۷ کیلوگرم است.

## زندگی شخصی و روابط
آیبوکه علاقه زیادی به انتشار اخبار خصوصی زندگیش ندارد. او در حال حاضر مجرد است. در سال ۲۰۱۸ ادعاهایی مبنی بر رابطه عاشقانه بین آیبوکه پوسات و تولگا ساریتاش به گوش می‌رسید اما هر دو آن‌ها در مصاحبه ای اعلام کرده‌اند که فقط دوست معمولی هستند.
آیبوکه پس از این شایعات مدتی با جان یوجل ۳۲ ساله (پسر دریا آلابورا بازیگر) دوست شد. در سال ۲۰۱۹ شایعاتی در مورد رابطه آیبوکه پوسات و فورکان آندیچ بوجود آمد که بارها آیبوکه در جواب خبرنگاران، این شایعه را رد کرد.ولی در نهایت  همراه با فورکان اندیچ در جشنی رابطه شان لو رفت.

## فیلم وسریال
| سال       | نام              | نقش                                              |
| --------- | ---------------- | ------------------------------------------------ |
| ۲۰۱۴      | جذرومد           | الیف                                             |
| ۲۰۱۴      | اون زندگیه منه   | زینب                                             |
| ۲۰۱۵      | پنج برادر        | زینب                                             |
| ۲۰۱۶      | familya          | سو بی اغلو                                       |
| ۲۰۱۷      | قول              | بهارکاراسو                                       |
| ۲۰۱۸      | تپه شاهین        | وردا اوزدن                                       |
| ۲۰۱۹      | همه جاتو (لروکس) | سلین (لروکس)                                     |
| ۲۰۲۰      | پنجاه متر مربع   | دلارا                                            |
| ۲۰۲۴_۲۰۲۳ | تشکیلات          | نسلیهان تونا(عضو وزرات امور خارجه و تیم اطلاعات) |

| سال  | نام  | نقش    | یادداشت |
| ---- | ---- | ------ | ------- |
| ۲۰۱۹ | kapi | ناردین |         |

ابرپرز